# Vincent Davis
Vincent Davis (* 22. Februar 1957 in Chicago) ist ein US-amerikanischer Jazz-Schlagzeuger und Perkussionist.

## Leben
Davis studierte ab 1979 am Milwaukee Conservatory of Music; sein Mentor war dort Manty Ellis.
Nach seiner Rückkehr nach Chicago wurde er Mitglied der Association for the Advancement of Creative Musicians und arbeitete u. a. mit David Boykin, Malachi Favors’ Maghostut Trio. Seit 1985 gehörte er zu Gruppen von Roscoe Mitchell wie dessen Note Factory und dessen Trio mit Harrison Bankhead bzw. Jaribu Shahid, mit denen er auch mehrfach in Europa und Asien tourte und auf internationalen Festivals wie dem North Sea Jazz Festival auftrat. Er ist auch auf Mitchells Alben Songs in the Wind und This Dance is for Steve McCall sowie Tonträgern von Jodie Christian und Scott Fields zu hören und gründete das Ensemble Laws of Motion. Weiterhin spielte er mit Matthew Shipp, Arthur Blythe, David Murray, Joseph Jarman, Marilyn Crispell, Von Freeman, Hamid Drake, Corey Wilkes, Ed Wilkerson, Junius Paul (Ism, 2019) und zahlreichen weiteren Musikern. Im Bereich des Jazz wirkte Davis zwischen 1988 und 2019 bei 29 Aufnahmesessions mit. Zu hören ist er u. a. auf Angel Bat Dawids Album Requiem for Jazz (2023).